# Abu Ubajda Ibn al-Dżarrah

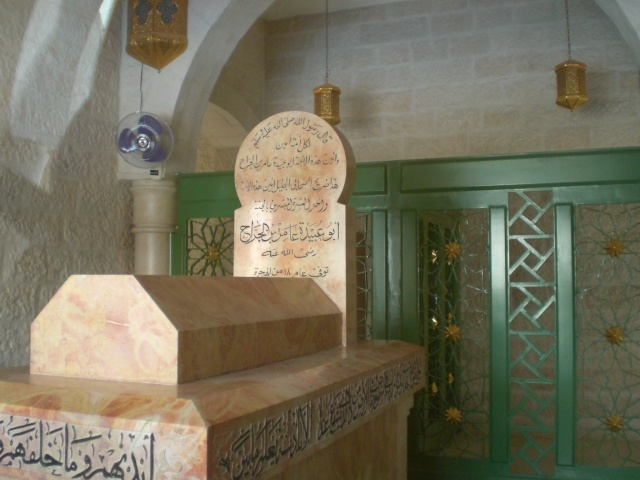
Grób Abu Ubajdy

Abu Ubajda Ibn al-Dżarrah, arab. أبو عبيدة بن الجراح, pełne imię: Abu Ubajda Amir Ibn Abd Allah Ibn al-Dżarrah (ur. ok. 581, zm. 639) – towarzysz Mahometa, tradycyjnie wraz z Abu Bakrem i Umarem uważany za najbliższego współpracownika Proroka, po jego śmierci dowódca muzułmańskiego podboju Syrii.
Należał do szczepu Banu al-Haris, wchodzącego w skład plemienia Kurajszytów. Jego klan, al-Fihr, był jednym z dziesięciu arystokratycznych klanów Mekki, tzw. „Al-Abtahijjun”. Al-Fihr byli zaliczani do wewnętrznego kręgu „Al-Mutajjabun”, którym przewodzili Banu Abd Manaf, mający wśród siebie Haszymitów. Tym samym al-Fihr znajdowali się w opozycji do przeciwnego obozu politycznego Mekki, któremu przewodzili Banu Abd al-Dar. Jego rodzina była także zaangażowana w walki pomiędzy Kurajszytami a federacją plemienną Banu Hawazin, podczas których dziadek Abu Ubajdy dowodził Banu al-Haris.
Abu Ubajda by osobą wcześnie nawróconą na islam. Zgodnie z tradycją muzułmańską należy on do dziesięciu osób, którym Prorok obiecał Raj, tzw. „Al-Aszara Al-Mubaszszara”. Kiedy A’isza spytała się Proroka, kogo spośród swoich towarzyszy ceni on sobie najbardziej, Mahomet miał wymienić Abu Ubajdę jako trzeciego po Abu Bakrze i Umarze. Według niektórych źródeł Abu Ubajda miał otrzymać zaszczytny epitet „hawari rasul Allah” (uczeń Wysłannika Boga), który jednak dzielił z Zubajrem Ibn al-Awwamem. Najbardziej zaszczytny z przydomków nadanych mu przez Proroka to jednak „Amin al-Umma” (zaufany wspólnoty). Epitet ten był zarezerwowany dla człowieka zbierającego podatki od niemuzułmańskich poddanych lub specjalnego wysłannika reprezentującego swojego pana w nadzwyczaj delikatnych misjach i wyrażał całkowite zaufanie jakie Mahomet miał w stosunku do Abu Ubajdy.
Podobnie jak inni towarzysze Proroka, Abu Ubajda brał udział w większości wydarzeń związanych z jego misją. Brał udział w emigracji („hidżra”) do Etiopii, a następnie do Medyny. Według niektórych źródeł w trakcie bitwy pod Badrem miał zabić własnego ojca, który walczył po stronie Kurajszytów przeciwko Mahometowi. Jednakże inne tradycje naciskają na fakt, iż ojciec Abu Ubajdy zmarł na długo przed objawieniem się Proroka. Abu Ubajda wyróżnił się także w bitwie pod Uhudem oraz jako dowódca kilku przeprowadzonych w imieniu Mahometa ekspedycji o militarnym lub bardziej dyplomatycznym charakterze. Najważniejszym z wydarzeń w jakich brał udział była jednak narada po śmierci Mahometa, w trakcie której triumwirat mekkańskich muhadżirów w osobach Abu Bakra, Umara i Abu Ubajdy przekonał medyńskich ansarów by nie wybierali osobnego przywódcy ze swojego grona. W trakcie tej narady Abu Bakr miał zaproponować jako kalifa (czyli następcę Mahometa) właśnie Abu Ubajdę. Ostatecznie kalifem został jednak Abu Bakr. Podczas jego panowania Abu Ubajda był odpowiedzialny za skarb medyńskiego rządu. Gdy w roku 634 kalifem został Umar wysłał on Abu Ubajdę do Syrii i wkrótce mianował głównodowodzącym tamtejszych wojsk. Nie jest znana dokładna data tego mianowania - niektórzy historycy umieszczają je po zdobyciu Damaszku, a inni po bitwie nad rzeką Jarmuk. Jako dowódca sił arabskich w regionie Abu Ubajda pełnił też rolę namiestnika Syrii. Po pokonaniu Bizantyńczyków nad Jarmukiem Abu Ubajda dokończył podbój północnej Syrii, zdobywając Hims, Aleppo i Antiochię.
W roku 639 w Syrii wybuchła epidemia dżumy i Abu Ubajda padł jej ofiarą. Według niektórych tradycji w chwili wybuchu zarazy Umar wezwał Abu Ubajdę do Medyny, chciał bowiem mianować go swoim następcą, ten jednak odmówił opuszczenia Syrii. Inne tradycje z kolei twierdzą, że w swoich ostatnich chwilach Umar powiedział, że gdyby Abu Ubajda żył, nie wahałby się mianować go kalifem. Abu Ubajda został pochowany w pobliżu miasta Bisan (dzis. Bet Sze’an), jednak po dzisiejszej jordańskiej stronie granicy, w obecnej muhafazie Al-Balka. Jego grób stał się miejscem pielgrzymek i ludzie zaczęli mu przypisywać moce uzdrawiające. Nie pozostawił po sobie żadnych potomków.